# Höfla
Höfla, ein Gemeindeteil der ehemaligen oberpfälzischen Gemeinde Nainhof-Hohenfels, ist eine Wüstung im Truppenübungsplatz Hohenfels in Bayern.

## Geographische Lage
Die Einöde lag im Oberpfälzer Jura der Fränkischen Alb ca. 430 m über NHN ca. 500 m nördlich des Tales des Forellenbaches, der in östlicher Richtung der Vils zufließt, und ca. 1,5 km östlich von Hohenfels.

## Geschichte
In den Zinsbüchern für die bayerische Herrschaft Hohenfels von 1400/10 und 1622 erscheint der Ort als „Höflein“, bestehend aus einem Hof. Am Ende des Alten Reiches, um 1800, war der Hof in ein größeres und ein kleineres Anwesen geteilt. So weisen die Matrikel des Bistums Regensburg Ober- und Unterhöfler/höfla aus.
Im Königreich Bayern wurde um 1810 der Steuerdistrikt Markstetten gebildet und 1811 zum Landgericht Parsberg (später Landkreis Parsberg) gegeben. Zu diesem gehörten die drei Dörfer Markstetten, Affenricht und Haasla, der Weiler Kleinmittersdorf und die Einöden Ammelacker, Ammelhof, Höfla, Friesmühle, Baumühle, Lauf, Schönheim und Unterwahrberg.
Mit dem zweiten bayerischen Gemeindeedikt von 1818 wurde die Ruralgemeinde Haasla gebildet, bestehend aus dem Dorf Haasla, dem Weiler Lauf und den Einöden Höfla und Blechmühle. Sie wurde 1830 mit der ebenfalls 1818 entstandenen Gemeinde Markstetten vereinigt.
Als am 29. Juni 1944 die Bildung des Heeresgutsbezirks Hohenfels im Landkreis Parsberg mit Wirkung vom 1. Oktober 1944 bekanntgegeben wurde, waren auch der Weiler Haasla und die Einöde Höfla davon betroffen; die Ablösung und Räumung durch die Reichsumsiedlungsgesellschaft hatte schon 1938 begonnen. Der Heeresgutsbezirk wurde infolge einer Entschließung Bayerns vom 14. Dezember 1949 aufgelöst und das Gebiet neu besiedelt, wozu provisorisch die Gemeinde Nainhof-Hohenfels gebildet wurde, zu der auch der wiederbesiedelte Weiler Haasla gehörte. Diese Gemeinde wurde 1951 geräumt und aufgelöst, als ein neuer Truppenübungsplatz für die US- und NATO-Truppen errichtet wurde. In diesem wurde Höfla zur Wüstung.
Höfla umfasste
- 1400: 1 Hof[8]
- 1622: 1 Hof[9]
- 1800: 2 Anwesen[10]
- 1838: In Ober- und Unterhöfler je 1 Anwesen, in Oberhöfler 7 „Seelen“, in Unterhöfler 3 „Seelen“[11]
- 1867: 17 Einwohner, 3 Gebäude[12]
- 1871: 16 Einwohner, 4 Gebäude; Großviehbestand 1873: 12 Stück Rindvieh[13]
- 1900: 15 Einwohner, 2 Wohngebäude[14]
- 1925: 17 Einwohner, 2 Wohngebäude[15]
- 1950: 9 Einwohner, 1 Wohngebäude[16]

## Kirchliche Verhältnisse
Die Einöde gehörte zur katholischen Pfarrei St. Ulrich in Hohenfels im Bistum Regensburg. Dorthin gingen die Kinder auch zur Schule.

## Persönlichkeiten
- Johann Weinhandl (1830–1886), Müllermeister und Abgeordneter zum Österreichischen Abgeordnetenhaus, hier geboren